# Kazimierz Barnaś
Kazimierz Barnaś (ur. 16 maja 1912 w Krakowie, zm. 14 września 1996 tamże) – polski dramaturg, reżyser teatralny i publicysta, autor sztuk scenicznych oraz słuchowisk radiowych.

## Twórczość dramatyczna
- Wrzosy z Normandii. Sztuka współczesna w 3 aktach, 1947
- Znak. Komedia w 3 aktach, 1948
- Apelacja Villona. Dramat w 3 aktach, 1952
- Mateczka. Komedia współczesna w 3 aktach, 1953
- Ludzie z poczekalni, 1954
- Pogotowie serca. Sztuka w 3 aktach, 1955
- Żelazne obrączki. Dramat w 4 aktach, 1957
- Dwie miłości kapitana. Sztuka w 3 aktach, 1961
- Dzieło. Dramat w 3 aktach, 1961
- Spisek Matyldy. Komedia w 3 aktach, 1962
- Robin Hood. Widowisko dla młodzieży, 1962
- Dniówka. Komedia w 2 częściach, 1963
- Z huzarami markietanki. Sztuka historyczna w 3 aktach z epilogiem osnuta na tle dziejów I Pułku Huzarów Bielskich, 1966
- Paris, Lhomond 12. Sztuka w 3 aktach, 1967
- Wrzosy z Normandii i inne utwory dramatyczne, 1982